# 甸尾乡
甸尾乡，是中华人民共和国云南省红河哈尼族彝族自治州建水县下辖的一个乡镇级行政单位。

## 行政区划
甸尾乡下辖以下地区：
甸尾村、铁所村、马黄田村、跃进村、高楼寨村和黑箐村。